# Località bandiere blu in Italia (1994)
Questo è un elenco delle località italiane insignite della bandiera blu dalla FEE per l'anno 1994.

## Veneto
- Caorle

## Friuli-Venezia Giulia
- Lignano Sabbiadoro

## Emilia-Romagna
- Misano Adriatico

## Marche
- Sirolo

## Molise
- Termoli

## Calabria
- Roseto Capo Spulico
- Ricadi

## Sicilia
- Portorosa
- Marsala